# Dụ ngôn Mười trinh nữ

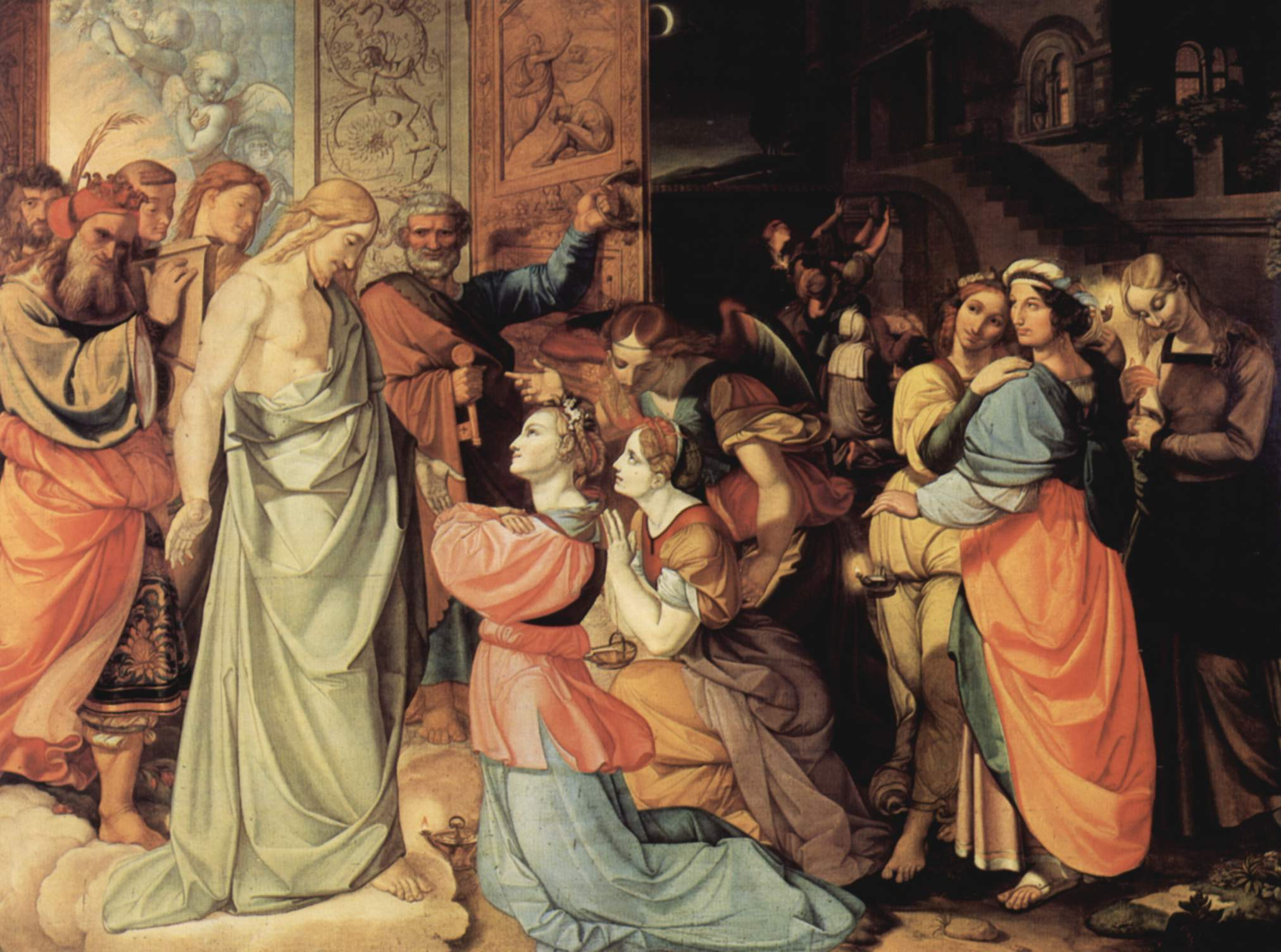
Tranh của Peter von Cornelius (1813).

Mười trinh nữ là dụ ngôn của Chúa Giê-su được Matthew ghi lại trong sách phúc âm mang tên ông (Matthew 25:1-13). Dụ ngôn thuật lại câu chuyện về năm người nữ đồng trinh do chuẩn bị chu đáo để đón tiếp chàng rể đến dự hôn lễ đã được khen thưởng, trong khi năm người nữ đồng trinh còn lại vì không chịu chuẩn bị đầy đủ đã không được vào dự tiệc cưới. Dụ ngôn ngụ ý về sự tái lâm của Chúa Giê-xu với thông điệp: Hãy sẵn sàng ứng hầu trước mặt Chúa.

## Nội dung
| “                                                                             | "Bấy giờ, Nước Trời sẽ giống như chuyện mười trinh nữ cầm đèn ra đón chú rể. Trong mười cô đó, thì có năm cô dại và năm cô khôn. Quả vậy, các cô dại mang đèn mà không mang dầu theo. Còn những cô khôn thì vừa mang đèn vừa mang chai dầu theo. Vì chú rể đến chậm, nên các cô thiếp đi, rồi ngủ cả. Nửa đêm, có tiếng la lên: "Chú rể kia rồi, ra đón đi!". Bấy giờ, tất cả các trinh nữ ấy đều thức dậy, và sửa soạn đèn. Các cô dại nói với các cô khôn rằng: "Xin các chị cho chúng em chút dầu, vì đèn của chúng em tắt mất rồi!". Các cô khôn đáp: "Sợ không đủ cho chúng em và cho các chị đâu, các chị ra hàng mà mua lấy thì hơn". Đang lúc các cô đi mua, thì chú rể tới, và những cô đã sẵn sàng được đi theo chú rể vào dự tiệc cưới. Rồi người ta đóng cửa lại. Sau cùng, mấy trinh nữ kia cũng đến gọi: "Thưa Ngài, thưa Ngài! mở cửa cho chúng tôi với!". Nhưng Người đáp: "Tôi bảo thật các cô, tôi không biết các cô là ai cả!". Vậy anh em hãy canh thức, vì anh em không biết ngày nào, giờ nào". | ” |
| — Phúc âm Matthew 25:1-13, Bản dịch của Nhóm Phiên dịch Các giờ kinh Phụng vụ | |   |

## Bối cảnh
Dụ ngôn sử dụng chất liệu từ phong tục của người Do Thái thời ấy. Chàng trai tìm đến gia đình cô gái để xin kết lập hôn ước; sau đó, chàng trai trở về chuẩn bị chỗ ở cho người vợ mới trong nhà cha mình. Thời gian xa cách có thể lên đến một năm. Trong khi đó, cô dâu tương lai bận rộn học hỏi những điều cần thiết sẵn sàng cho cuộc sống hôn nhân. Rồi thì chàng rể trở lại, cô dâu và các cô phù dâu được báo trước để chuẩn bị đón tiếp chàng rể. Khi chàng rể đến rước dâu, mọi người vui mừng cùng nhau vào dự tiệc cưới.
Dụ ngôn kể chuyện một nhóm các cô gái đồng trinh được dành cho vinh dự đón tiếp chàng rể trong một hôn lễ. Mỗi người đều mang theo mình một chiếc đèn dầu trong khi chờ đợi chàng rể đến. Năm người khôn mang theo dầu dự trữ trong bình, năm người dại thì không. Do chú rể đến muộn, dầu trong đèn gần cạn, nên năm người dại hỏi xin năm người khôn nhưng bị từ chối, bởi vì không đủ dầu cho cả mười người. Trong khi năm người dại phải đi ra ngoài tìm mua dầu thì chàng rể đến, năm người nữ đồng trinh khôn ngoan đi ra đón tiếp chàng rể và cùng mọi người vào dự tiệc cưới. Năm người dại trở về quá muộn nên bị để lại bên ngoài.

## Luận giải
Theo cách giải nghĩa được chấp nhận rộng rãi nhất cho dụ ngôn này, mười người nữ đồng trinh biểu trưng cho hội thánh. Sự trinh tiết biểu trưng cho sự thanh khiết tâm linh. Chú rể biểu trưng cho sự tái lâm của Chúa Giê-xu hoặc cho ngày phán xét.
Đèn và dầu là hai biểu tượng nổi bật trong dụ ngôn. Nhiều nhà luận giải Kinh Thánh xem đèn biểu trưng cho tâm linh con người, và dầu là biểu trưng của Chúa Thánh Linh ngụ cư trong lòng tín hữu. Theo cách luận giải này, sự hiện diện của Thiên Chúa là sự bảo đảm cho nguồn dự trữ tâm linh giúp họ tiếp tục tiến bước dù phải lâm vào những tình huống khó khăn. Tương tự, các cô gái sắp cạn dầu trong bình là biểu trưng cho những người cạn kiệt sức mạnh tinh thần, hoặc đức tin bị lụi tàn trong những lúc gian truân, hoặc suy sụp trước những cám dỗ trong cuộc sống. Họ không sẵn sàng để ứng hầu trước mặt Chúa trong ngày họ lìa đời hoặc trong ngày phán xét sau cùng. Mặt khác, mối quan hệ giữa Chúa Thánh Linh với mỗi tín hữu là sự tương giao có tính cá nhân, không thể san sẻ cho người khác, tương tự như trường hợp như năm người khôn không thể chia sẻ số dầu còn lại cho năm người dại. Thông điệp này của dụ ngôn có thể hiểu là không ai có thể vào thiên đàng bằng đức tin vay mượn.